# ZNF217
ZNF217‏ (Zinc finger protein 217) هوَ بروتين يُشَفر بواسطة جين ZNF217 في الإنسان.